# Lech Smólski
Lech Wacław Smólski (ur. 14 lipca 1897 w Osięcinach, zm. 30 kwietnia 1940 w Katyniu) – porucznik uzbrojenia rezerwy Wojska Polskiego, nauczyciel, ofiara zbrodni katyńskiej.

## Życiorys
Urodził się w rodzinie Józefa i Joanny ze Szczepkowskich. Członek Polskiej Organizacji Wojskowej i uczestnik wojny z bolszewikami. Po zakończeniu walk został skierowany do pracy w Warmińskim Komitecie Plebiscytowym. W 1923 ukończył Wyższą Szkołę Handlową w Warszawie. Następnie pracował jako nauczyciel w szkołach w Mińsku Mazowieckim, ucząc w tamtejszej Szkole Realnej Męskiej i Gimnazjum Męskim. W 1929 roku przeniósł się do Częstochowy, gdzie objął stanowisko dyrektora prywatnej szkoły handlowej Stowarzyszenia Kupców Polskich. Podczas pobytu w tym mieście dał się poznać jako społecznik, pełniąc m.in. funkcję przewodniczącego Związku Oficerów Rezerwy RP oraz wiceprzewodniczącego Ligi Morskiej i Kolonialnej. Był również rzeczoznawcą sądowym i radnym miejskim. Od 1935 pracował w Biurze Personalnym Ministerstwa Spraw Wojskowych w Warszawie. Na stopień porucznika został mianowany ze starszeństwem z 19 marca 1939 i 29. lokatą w korpusie oficerów rezerwy uzbrojenia.
Po wybuchu II wojny światowej z Częstochowy udał się do Instytutu Technicznego Uzbrojenia w Warszawie, do którego miał przydział mobilizacyjny. 5 września 1939 z Warszawy został ewakuowany na wschód. 17 września agresja sowiecka na Polskę zastała go w Mizoczu na Wołyniu. Tam też został aresztowany i osadzony w obozie w Kozielsku. 30 kwietnia 1940 został zamordowany w lesie katyńskim. Jest pochowany na Polskim Cmentarzu Wojennym w Katyniu.
W 1919 roku ożenił się ze Stefanią Furgo. Małżeństwo miało dwójkę dzieci: syna Andrzeja i córkę Hannę.
5 października 2007 minister obrony narodowej Aleksander Szczygło mianował go pośmiertnie na stopień kapitana. Awans został ogłoszony 9 listopada 2007, w Warszawie, w trakcie uroczystości „Katyń Pamiętamy – Uczcijmy Pamięć Bohaterów”.

## Odznaczenia
- Srebrny Krzyż Zasługi (15 września 1937)[6]

5 listopada 1935 Komitet Krzyża i Medalu Niepodległości odrzucił wniosek o nadanie mu tego odznaczenia „z powodu braku pracy niepodległościowej”.